# MÖBS-Radrundweg
Der MÖBS-Radrundweg ist ein Radrundweg durch die Gemeinden Muggensturm, Ötigheim, Bietigheim und Steinmauern.
Der Gemeindeverband MÖBS, der den rund 40 km langen, überwiegend flachen und für Familien geeigneten Radweg erstellt hat, geht durch die oben genannten Gemeinden und an den folgenden Sehenswürdigkeiten vorbei:
- Tiergehege mit Spielplatz in Muggensturm
- Alte Kirche in Bietigheim
- Flößereimuseum in Steinmauern
- Freilichtbühne Ötigheim
- Murgmündung
- Goldkanal, Baden, Angeln und Segeln

## Bildergalerie

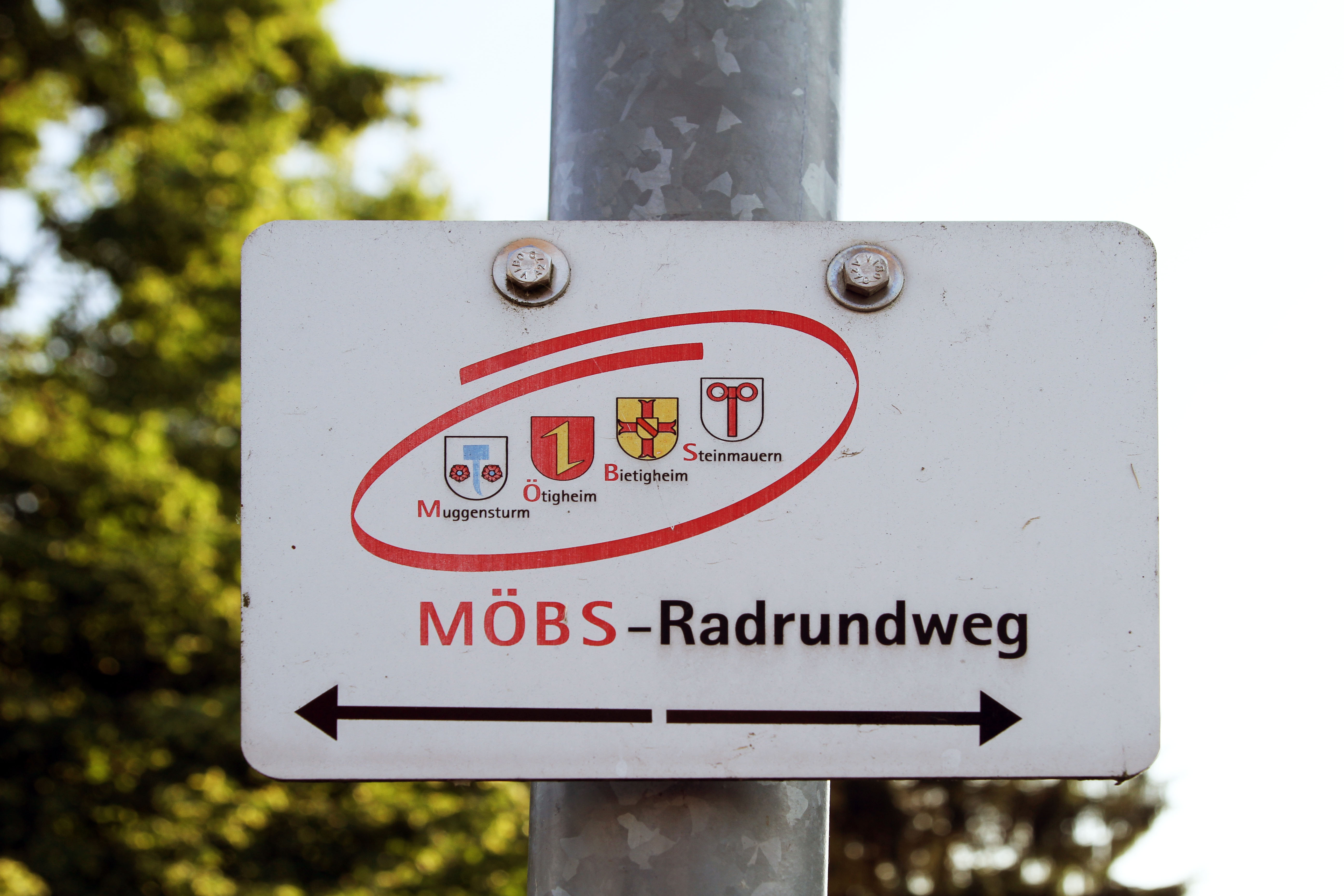
Hinweisschild
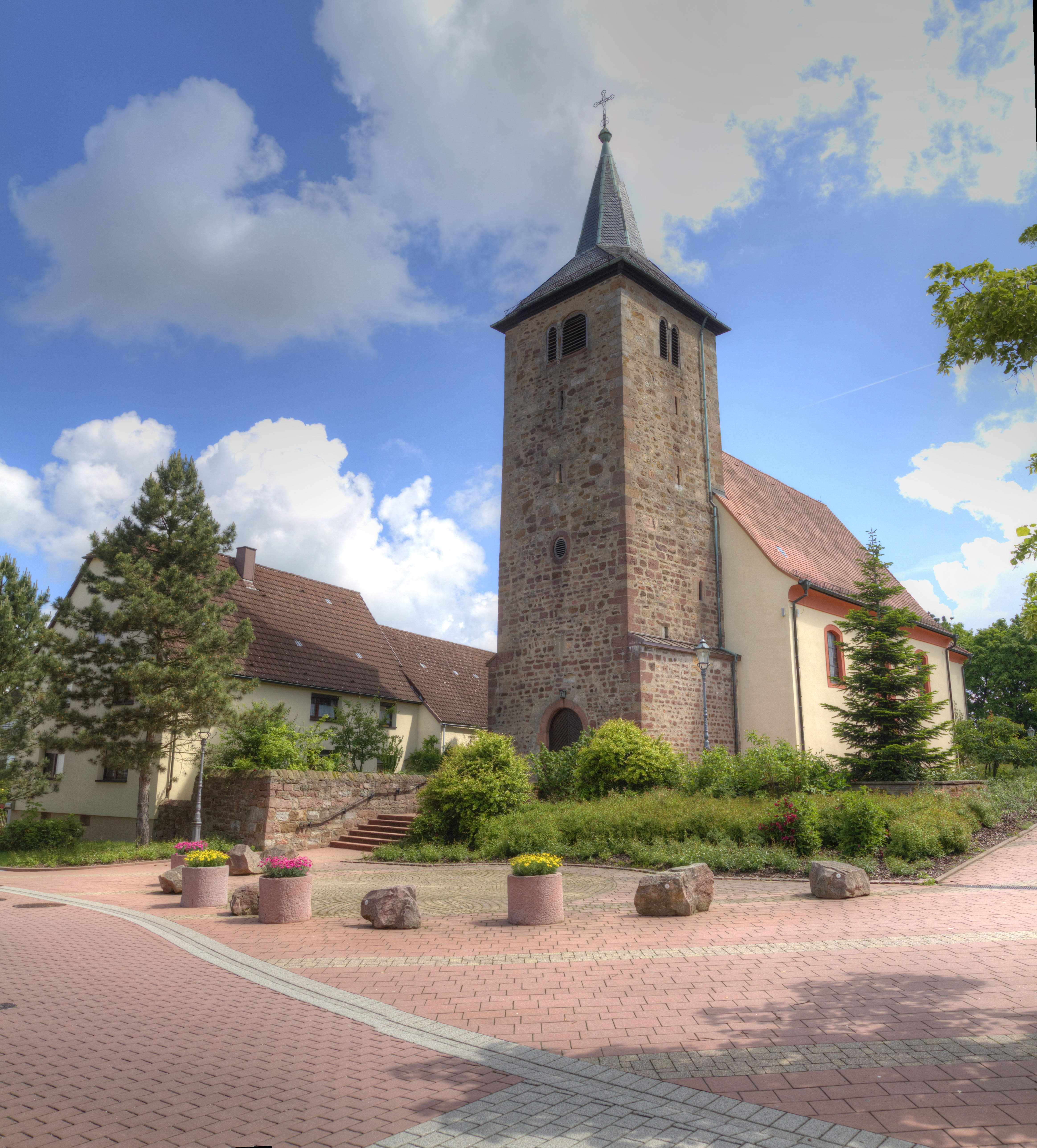
Alte Kapelle Bietigheim
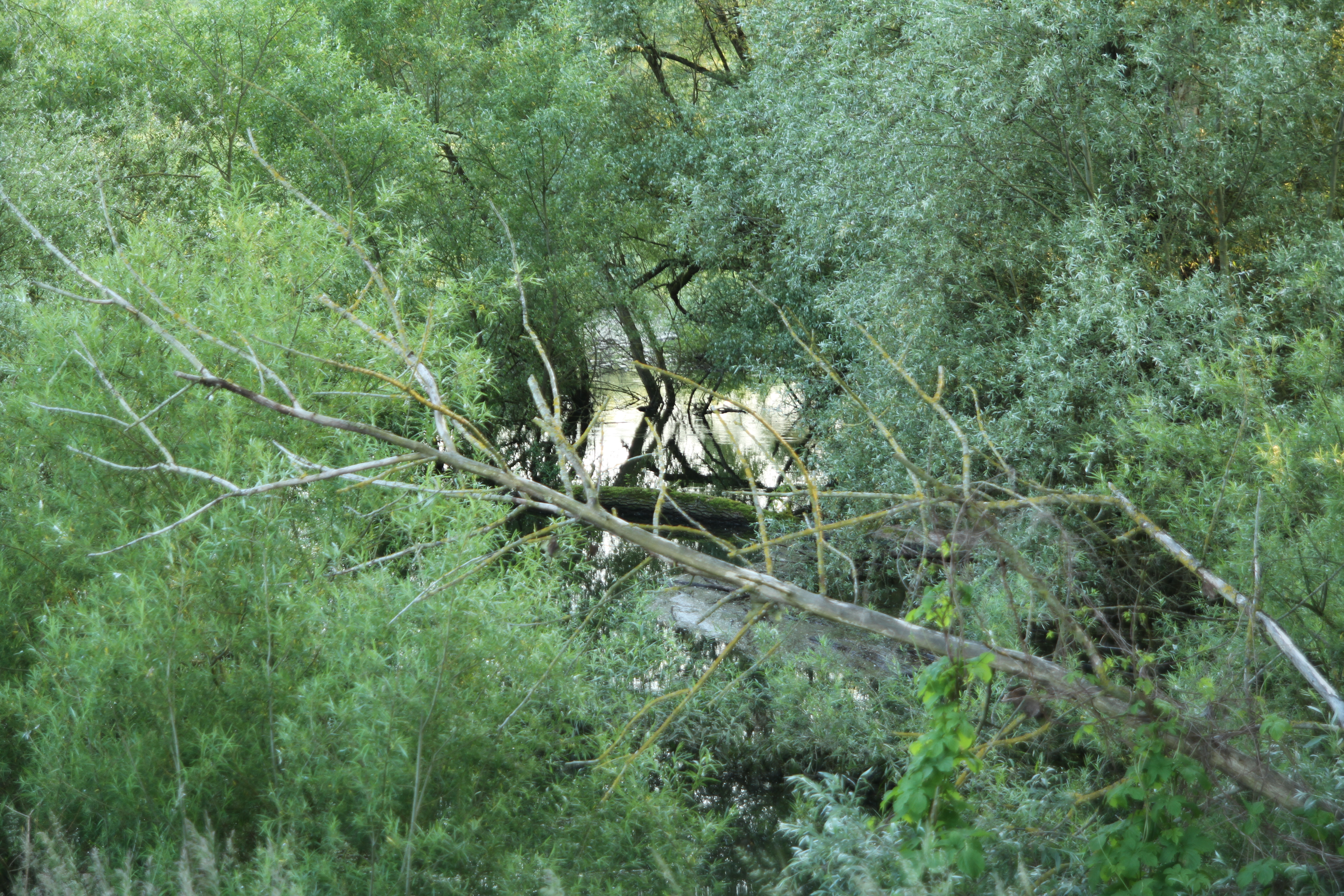
Rheinauen bei Steinmauern
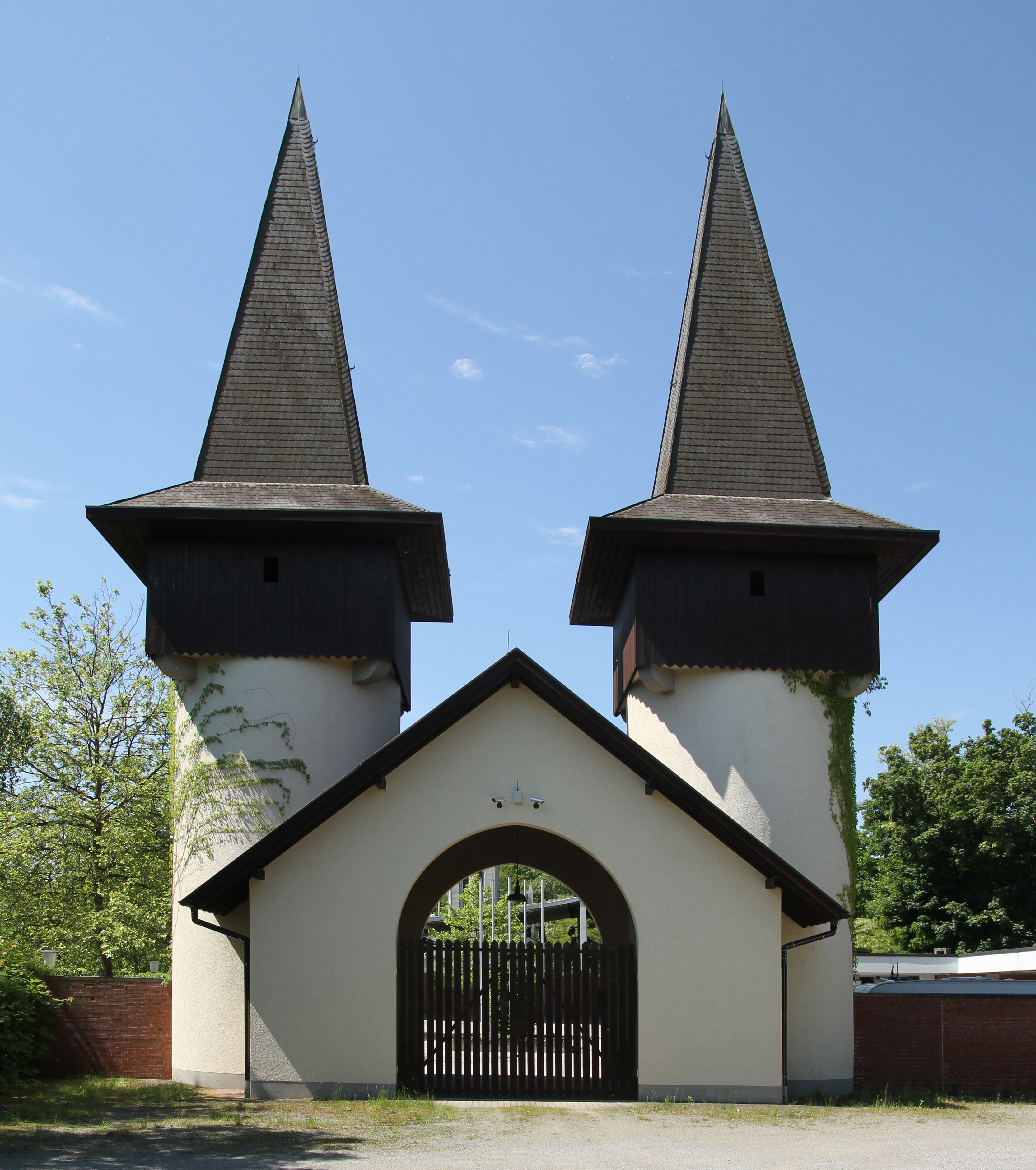
Volksschauspiele Ötigheim
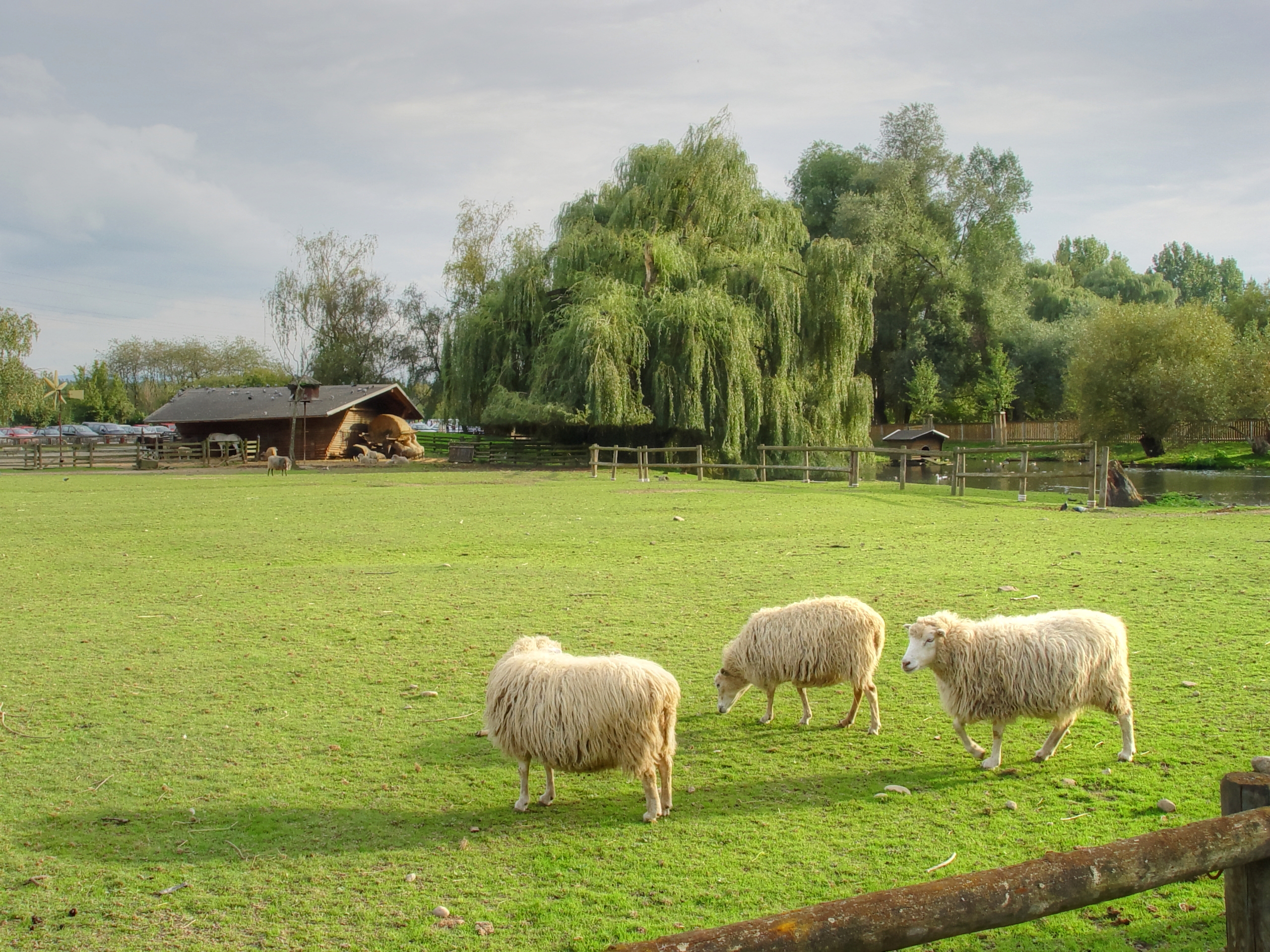
Tiergehege Muggensturm